# Machtmotivation
Die Machtmotivation ist jene Motivation, die darauf gerichtet ist, auf andere Macht auszuüben. Der klassischen Definition des Soziologen Max Weber zufolge bedeutet Macht „jede Chance, innerhalb einer sozialen Beziehung den eigenen Willen auch gegen Widerstreben durchzusetzen, gleichviel worauf diese Chance beruht.“ Das Machtmotiv lässt sich demzufolge als zeitlich überdauerndes Bestreben definieren, innerhalb einer sozialen Beziehung den eigenen Willen auch gegen den Widerstand oder auch nur das Beharren eines anderen durchzusetzen. Dies liegt überall dort nahe, wo die Zielerreichung in einem sozialen Kontext stattfindet, von anderen also gefördert oder behindert werden kann. Neben dem Leistungs- und Anschlussmotiv zählt das Machtmotiv in der Motivationspsychologie zu den „großen drei“ Motiven, welche gut erforscht sind und einen Großteil motivierten Verhaltens erklären können.

## Formen und Ziele des Machthandelns

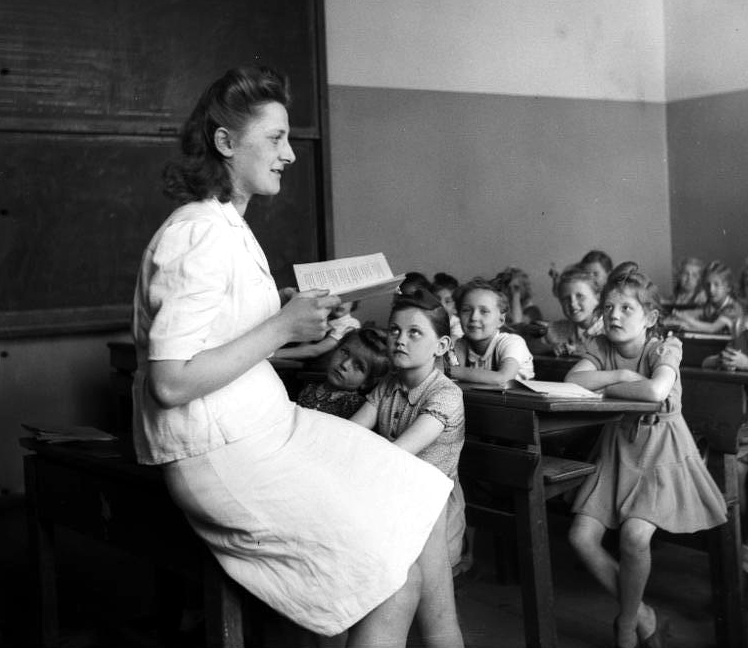
Unterrichten als eine Form machtmotivierten Handelns

Der Begriff der Macht ist häufig negativ besetzt und wird mit Vorstellungen von Zwang und Unterdrückung in Verbindung gebracht. Die Motivationspsychologie weist jedoch darauf hin, dass es sich hierbei nur um eine Form der Machtausübung handelt. Das Machtmotiv kann sich auf ganz unterschiedliche Weise in menschlichem Handeln zeigen:
- Gewaltanwendung
- Drohen
- Verführen
- Erpressen
- Überreden
- Belohnen
- Erziehen
- Unterrichten
- Überzeugen

Ein stark ausgeprägtes Machtmotiv findet sich bei Personen mit „Manipulations-Berufen“ – bei Lehrern, Geistlichen, Journalisten, Psychologen, Polizeioffizieren, nicht jedoch bei Verwaltungsbeamten, Medizinern und Juristen.

## Affektkonsequenzen
Gelingt es machtmotivierten Personen, andere physisch, mental oder emotional zu beeinflussen, folgen in der Regel positive Affektkonsequenzen. Durch das Erlebnis, andere zu kontrollieren, fühlt man sich stark. Positive Gefühle wie Kontrolle, Stärke und Selbstwirksamkeit, die mit der Machtausübung assoziiert sind, stellen das eigentliche Motivziel dar.